# ایسفیوردوسور
ایسفیوردوسور (نام علمی: Isfjordosaurus) نام یک سرده از رده خزندگان است.